# Ayrton Senna
Ayrton Senna da Silva (født 21. marts 1960, død 1. maj 1994) var en brasiliansk racerkører, der igennem 11 sæsoner kørte i Formel 1, hvor han nåede at vinde tre verdensmesterskaber i 1988, 1990 og 1991. Hans store rival var franskmanden Alain Prost. Den 1. maj 1994 blev Senna dræbt da han kørte galt under San Marinos Grand Prix på Imola-banen. Fire dage efter hans død blev han begravet.

## Formel 1-karriere
Han startede sin Formel 1-karriere i 1984 for Toleman. Hans første point kom i Sydafrika, og hans første podieplacering kom i Monaco efter at løbet var stoppet pga. meget regn. Han deltog ikke i Italien pga. at han havde underskrevet en kontrakt for Team Lotus uden at informere Toleman-holdet først.
I 1985 tog han sin første Formel 1-sejr i Estoril, Portugal. Han vandt 2 Grand Prix'er i sæsonen. Fra 1985 til 1993 havde han altid vundet mange løb.

## Resultater
Senna nåede på sine 11 Formel 1-sæsoner at køre 162 Grand Prix'er og vinde ikke færre end 41 sejre. Han opnåede desuden 39 sekundære podieplaceringer og startede 65 gange et løb fra Pole Position. Hans resultater sikrede ham tre verdensmesterskaber.

## Død
Den 1. maj 1994, dagen efter at østrigeren Roland Ratzenberger var blevet dræbt på samme bane, omkom Senna ved en ulykke under San Marinos Grand Prix. Med 216 km/t ramte han barrieren i Tamburello-svinget i sin Williams racer. Hans død medførte landesorg i Brasilien, hvor han var en folkehelt.